# بيرلي مارتن
بيرلي مارتن هو سياسي أمريكي، ولد في 3 سبتمبر 1888، وتوفي في 23 مارس 1962. نشط حزبياً في الحزب الجمهوري. وقد انتخب عضو مجلس نواب مين ‏.